# Nycteris aurita
Nycteris aurita — вид рукокрилих родини Nycteridae. Деякі автори розглядають як Nycteris hispida aurita.

## Поширення
Країни проживання: Ефіопія, Кенія, Сомалі, Судан, Танзанія, Уганда, Замбія. Цей вид мабуть, пов'язаний з саванами, хоча два місця в більш посушливих районах дають можливість припустити, що він також знаходиться в напівпустелі.

## Загрози та охорона
Загрози для цього виду погано відомі. Поки не відомо, чи вид присутній в охоронних територіях.